# 布拉提斯拉瓦動物園
布拉提斯拉瓦動物園是斯洛伐克首都布拉迪斯拉发的動物園，佔地96公頃，截至2020年共有169種（1154隻）動物，珍稀物種包括旋角羚、歐洲野牛、白犀牛、土庫曼野驢、倭河馬、紅頰黑猿、斯里蘭卡豹、絨頂檉柳猴、倭狐猴、小懶猴與普氏野馬等。動物園的工作內容有保育瀕危動物、科學研究與大眾教育等。

## 歷史

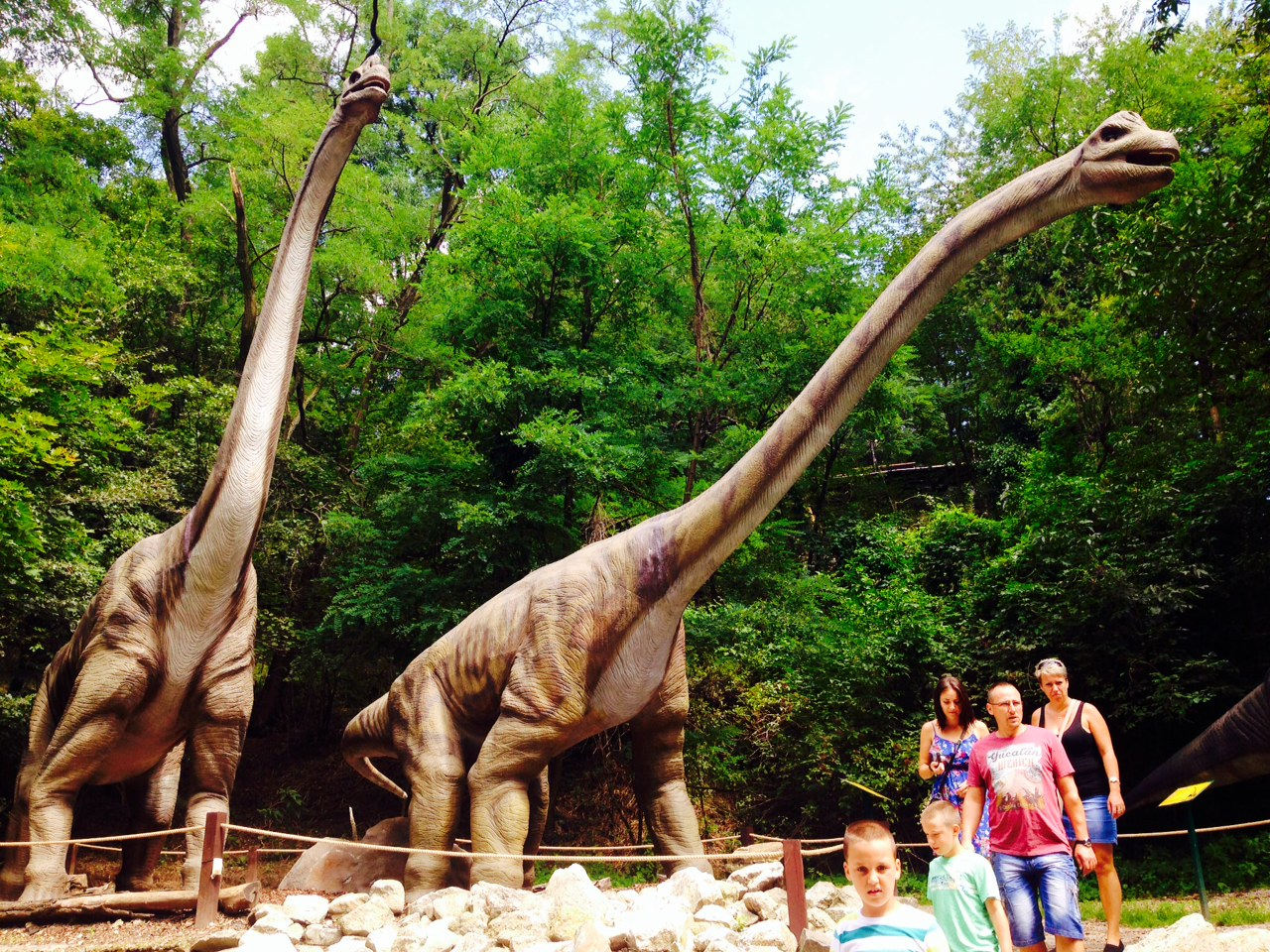
園內的恐龍公園

1948年斯洛伐克尚無動物園，當時首度提出在布拉迪斯拉发建立動物園的構想，最初僅計劃在多瑙河畔文化與休閒公園的一個角落開設動物展示區，後來當局基於布拉提斯拉瓦為斯洛伐克首府，同意有必要建立一座獨立的動物園。
動物園的選址原本位於Železná studnička區，後因專家調查認定該地不合適而改至Mlynská dolina現址。動物園建造工程於1959年開工，期間有許多志工與學生參與建設，翌年（1960年）5月9日完工開園，初建時僅佔地9公頃，開園十年內即成功繁殖獼猴、狒狒、豪豬、海狸鼠、豹、美洲獅與澳洲野犬等動物，並為最早成功繁殖歐亞猞猁的歐洲動物園之一。
1981年至1985年因高速公路交流道與下水道工程，動物園有三分之二的展區被迫關閉，許多動物被送往他處。2003年動物園又因D2高速公路工程而失去包括主要入口在內的部分園區，同年12月一度關園，直到新大門建造完畢才重開。2004年動物園中增設了恐龍公園（DinoPark），展示中生代恐龍的模型。2011年動物園訪客人數達到336,661人的高峰。
茱莉亞·哈努利阿柯娃（Júlia Hanuliaková）於2020年11月就任布拉提斯拉瓦動物園的園長，但2021年6月因雙重國籍問題失去斯洛伐克國籍而辭職。

## 圖集

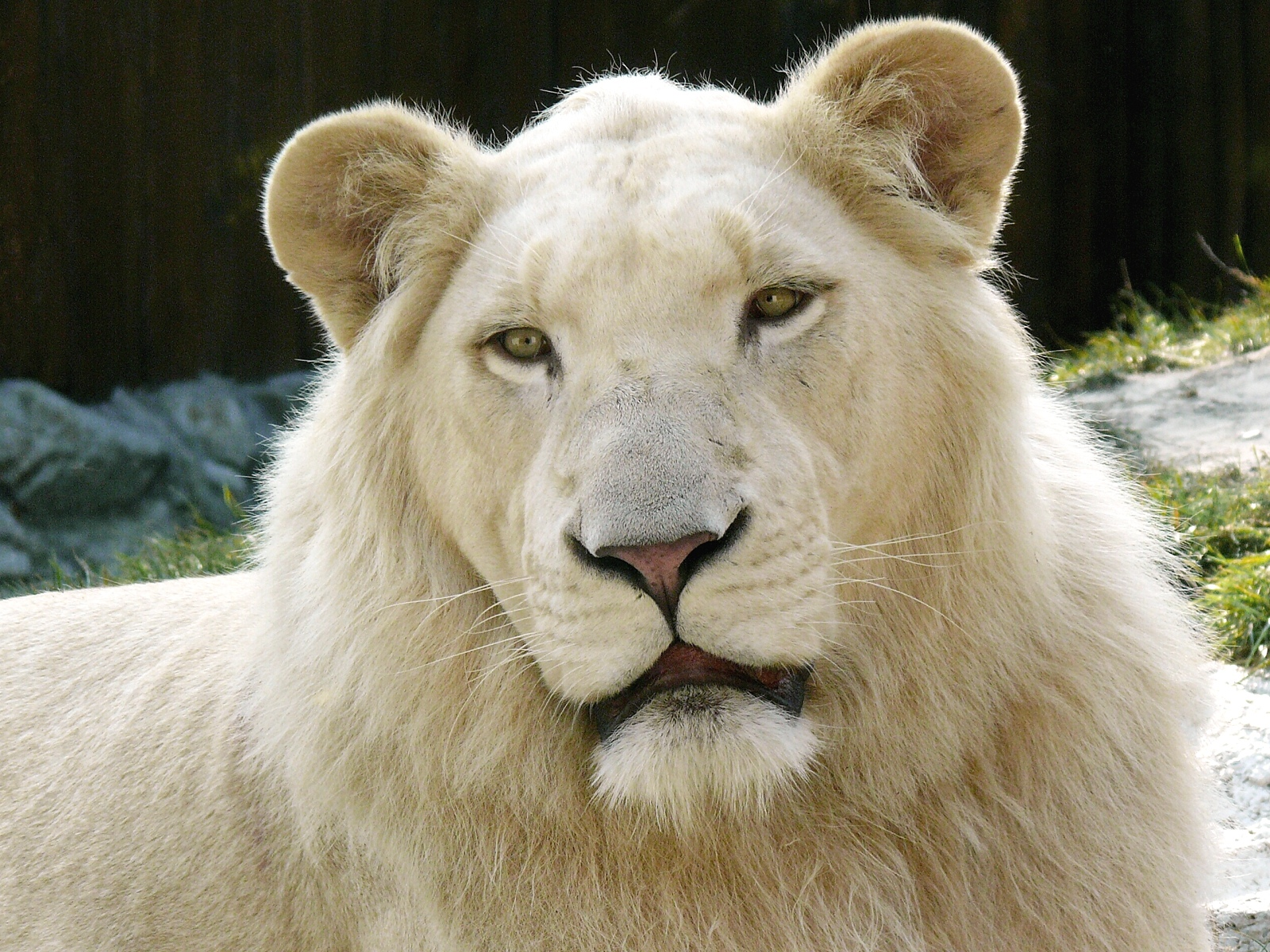
白獅
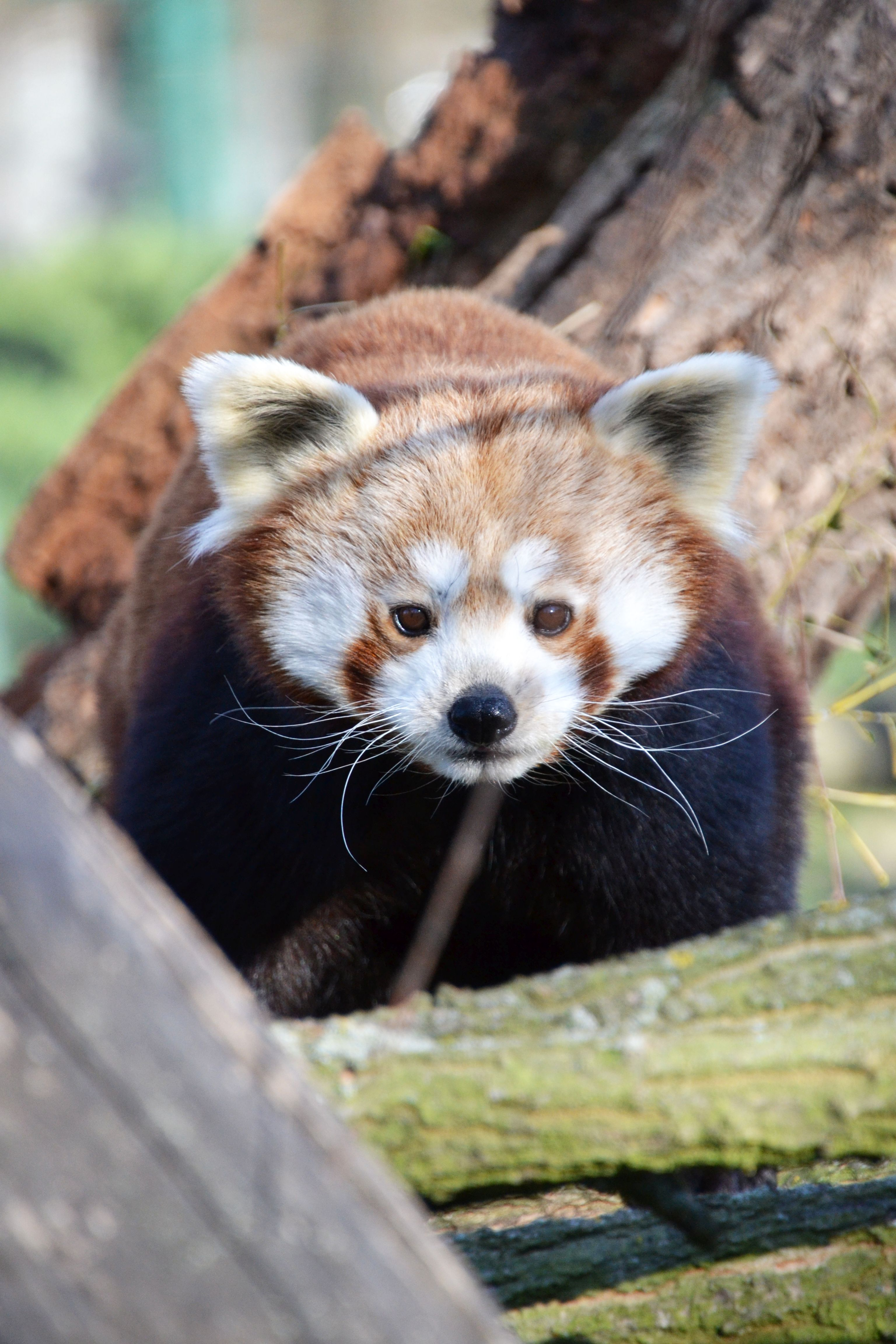
喜馬拉雅小貓熊
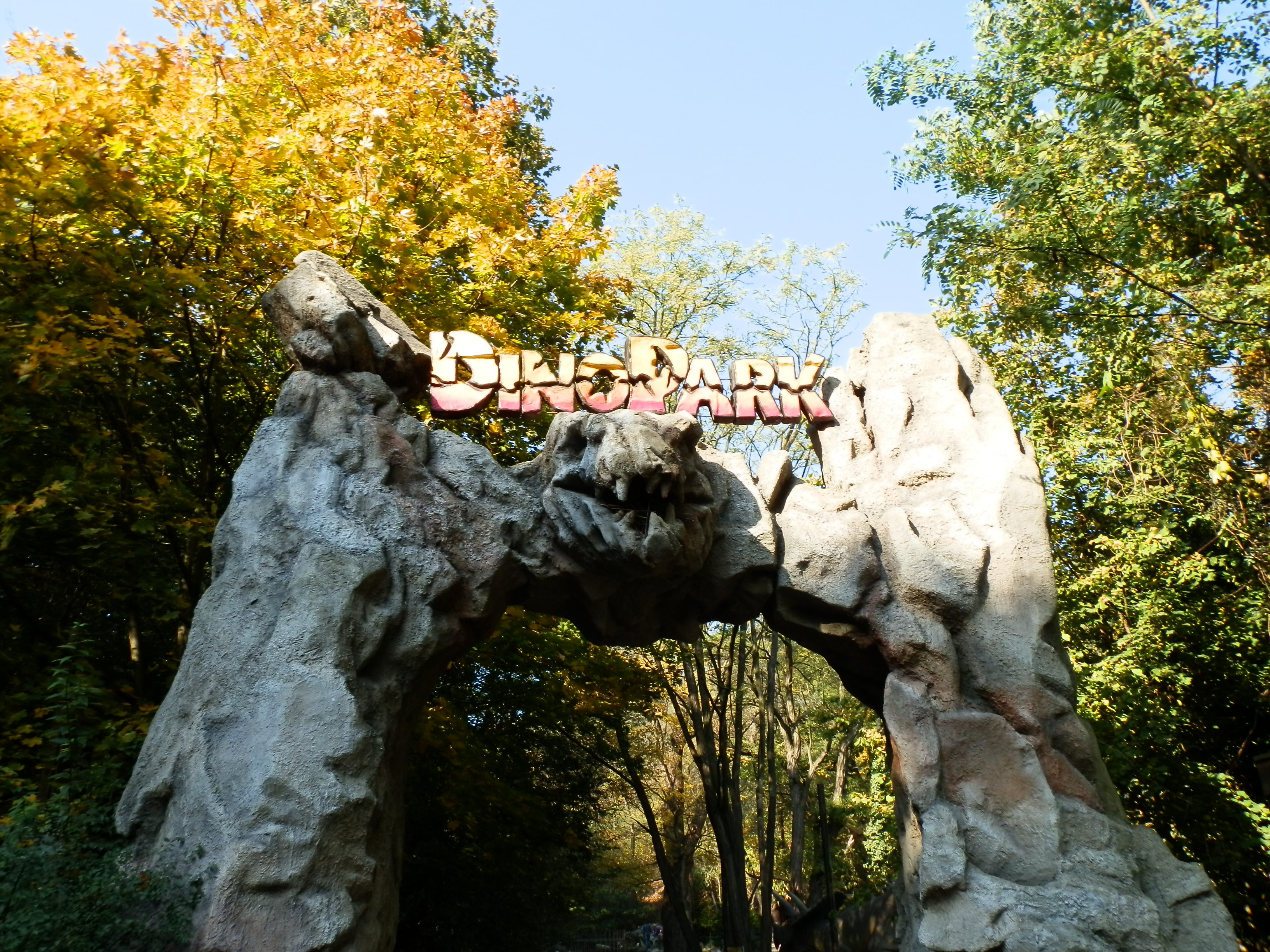
園內的恐龍公園
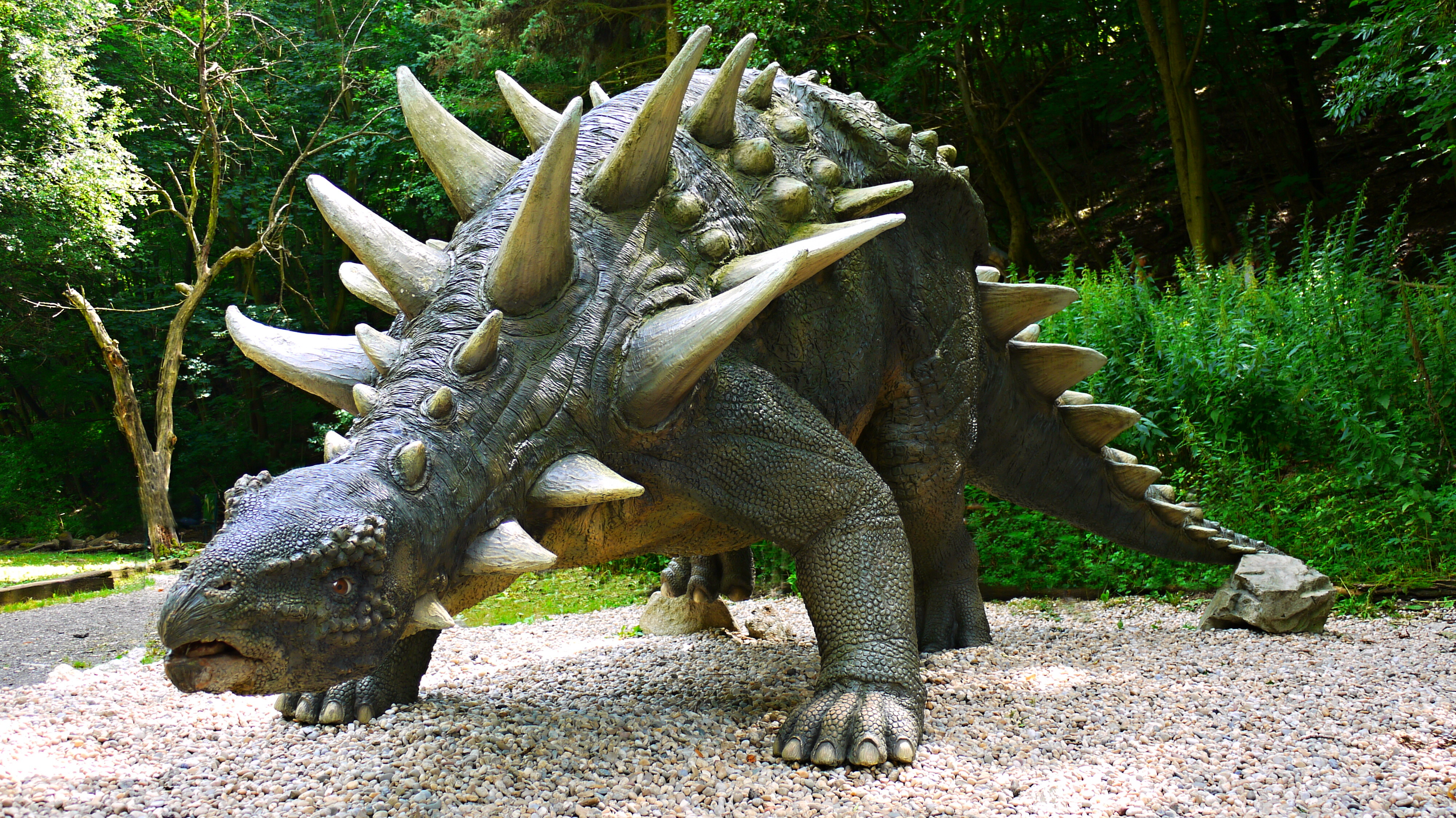
埃德蒙顿甲龙模型
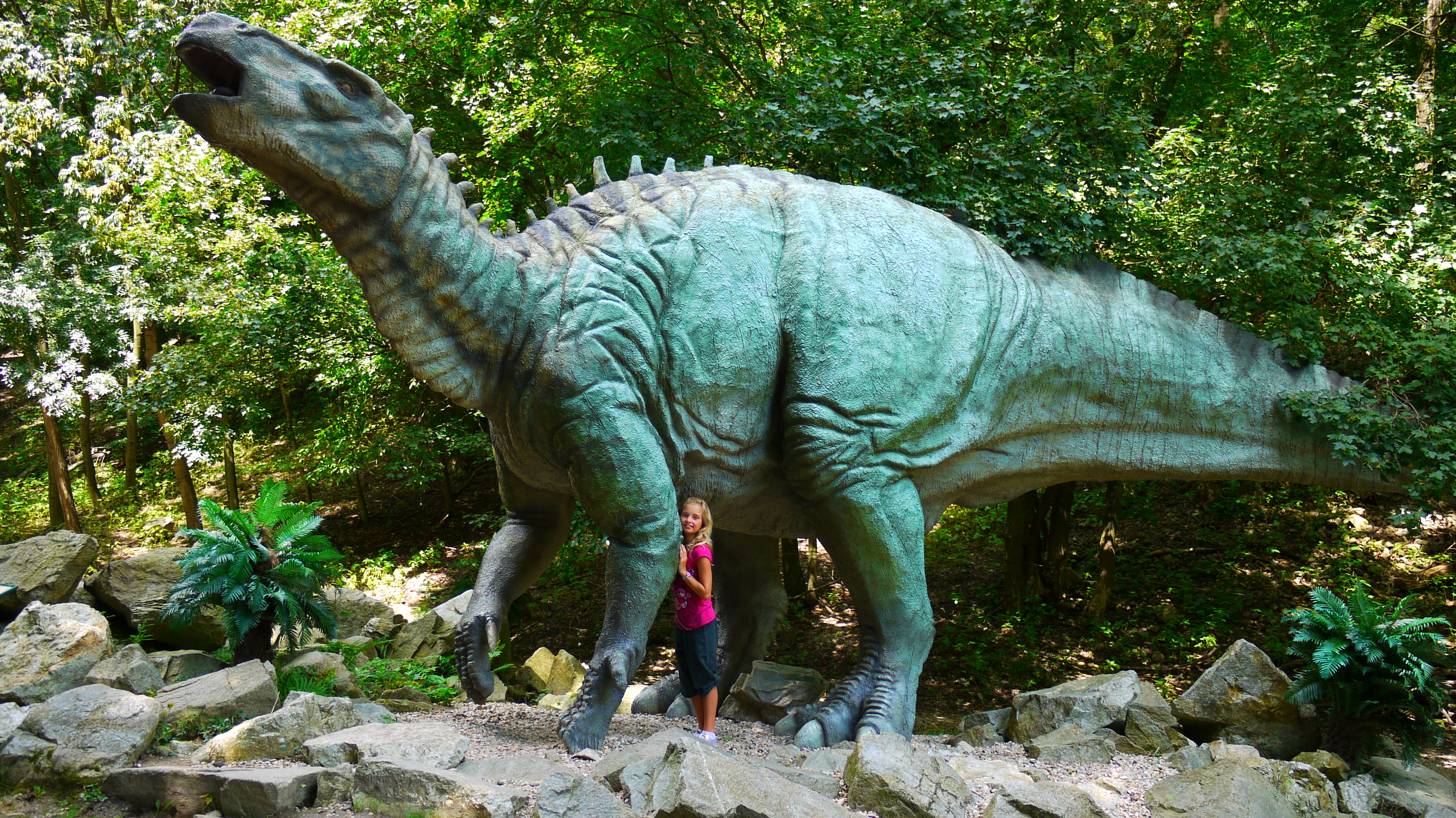
禽龍模型